# Neophylax
Neophylax är ett släkte av nattsländor. Neophylax ingår i familjen Uenoidae.

## Bildgalleri

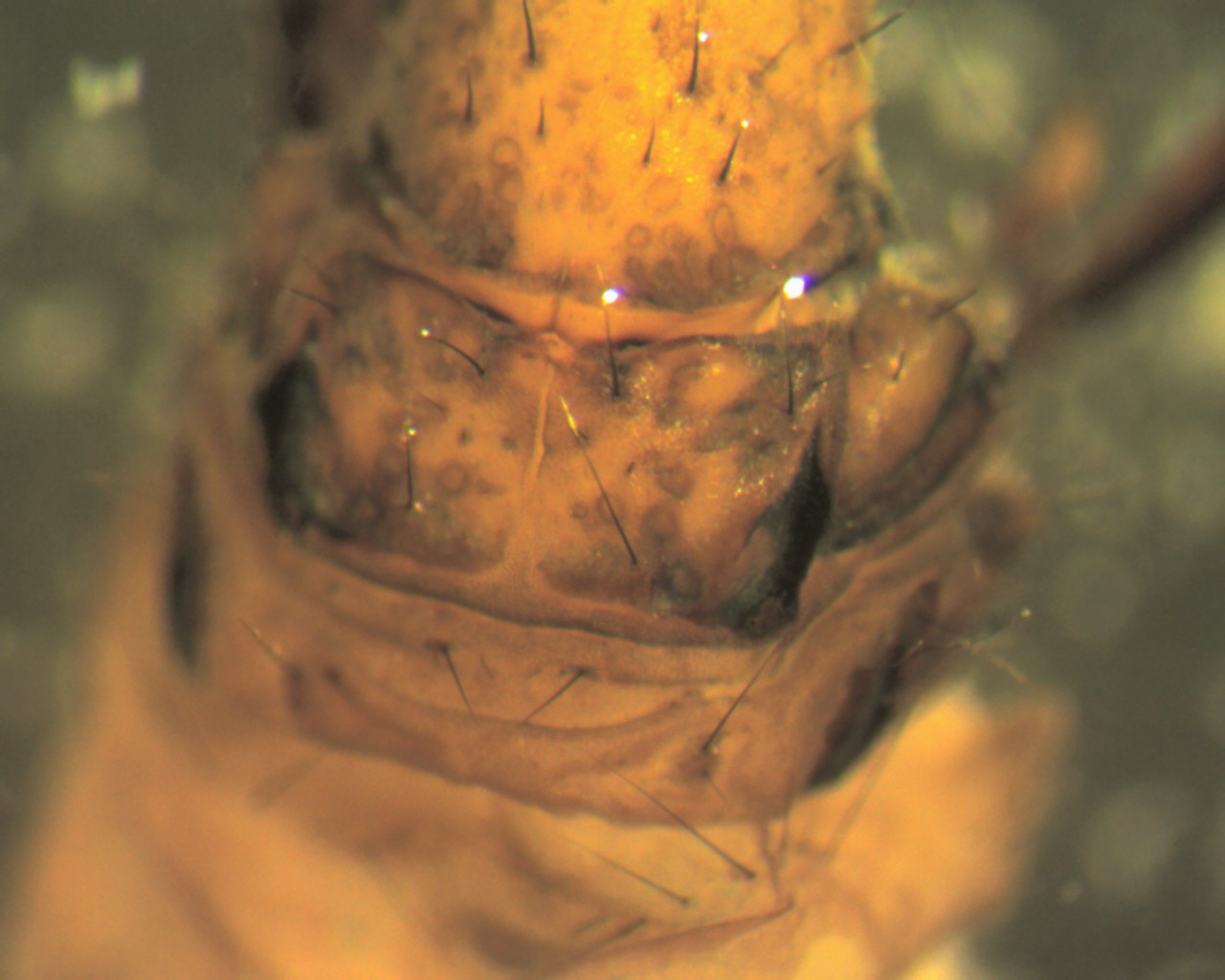
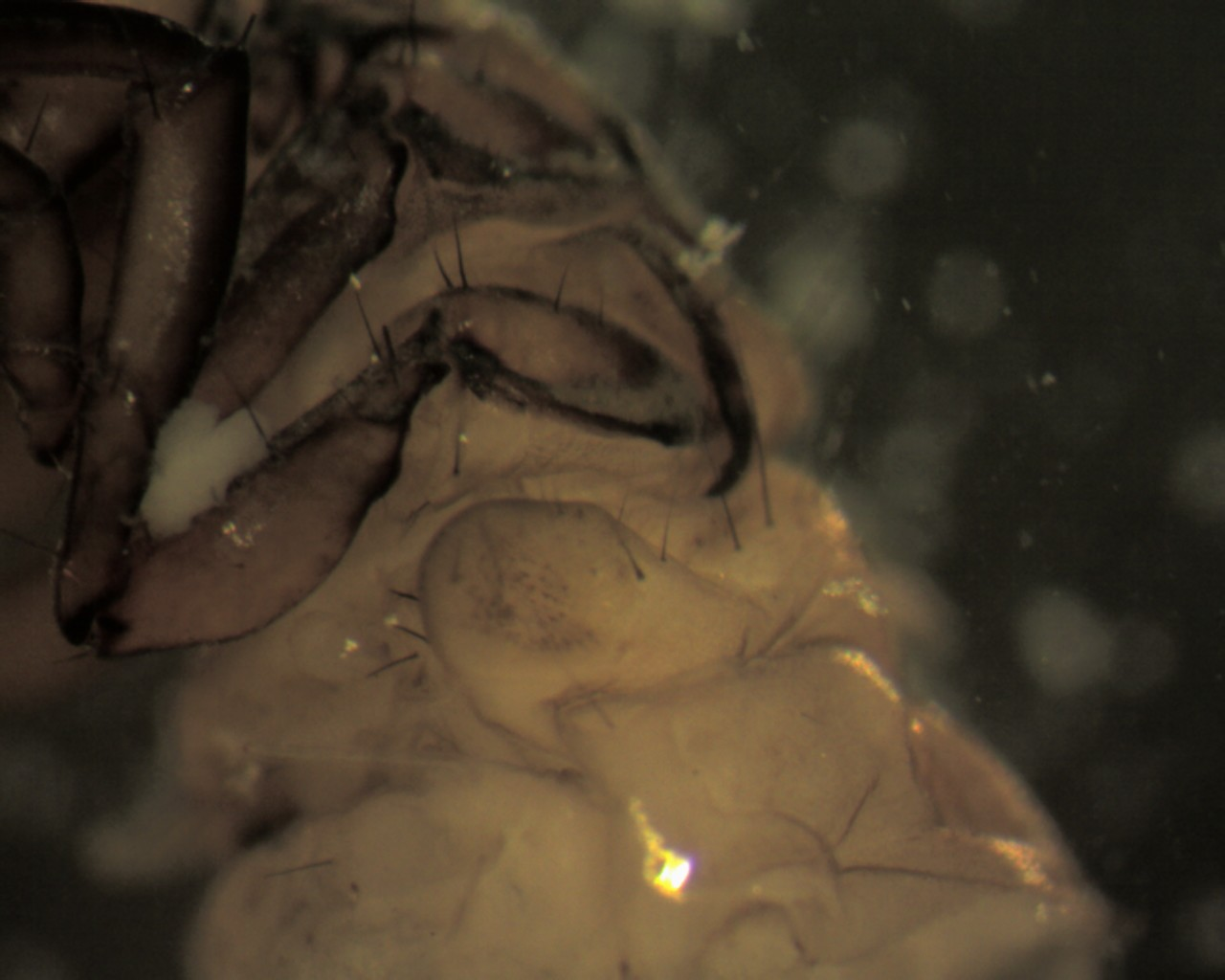
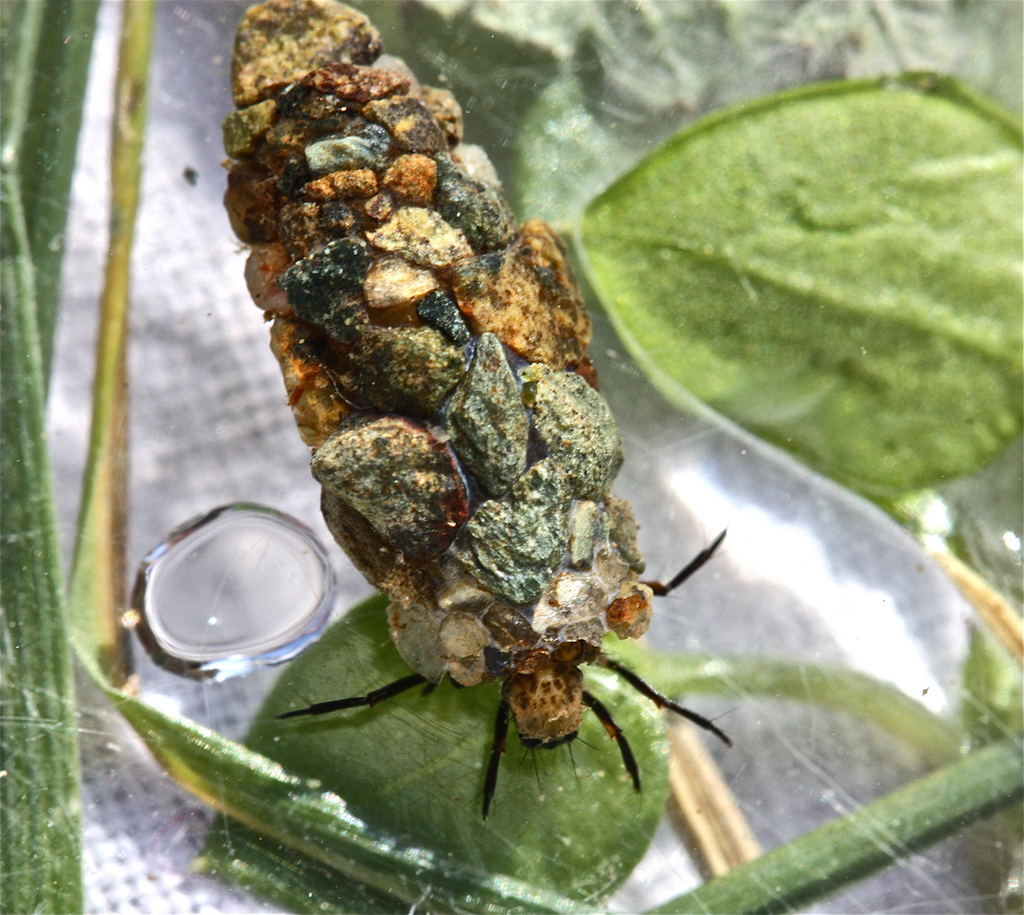
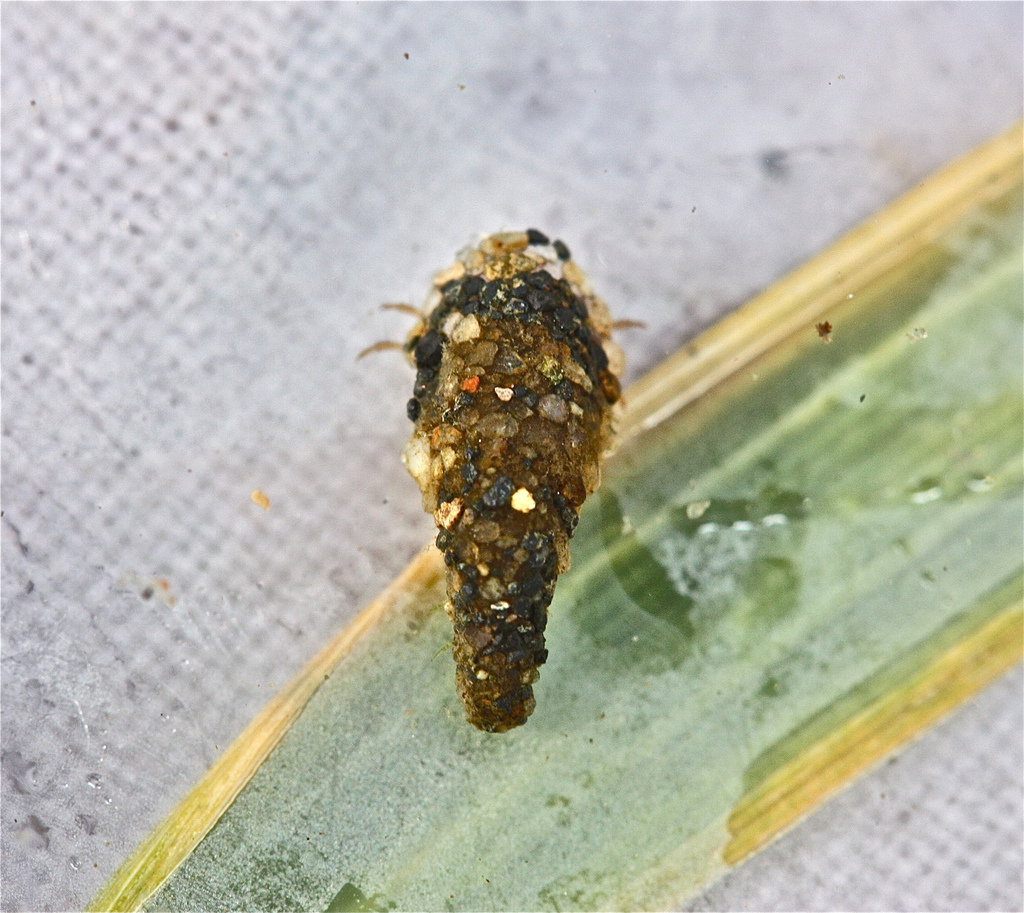
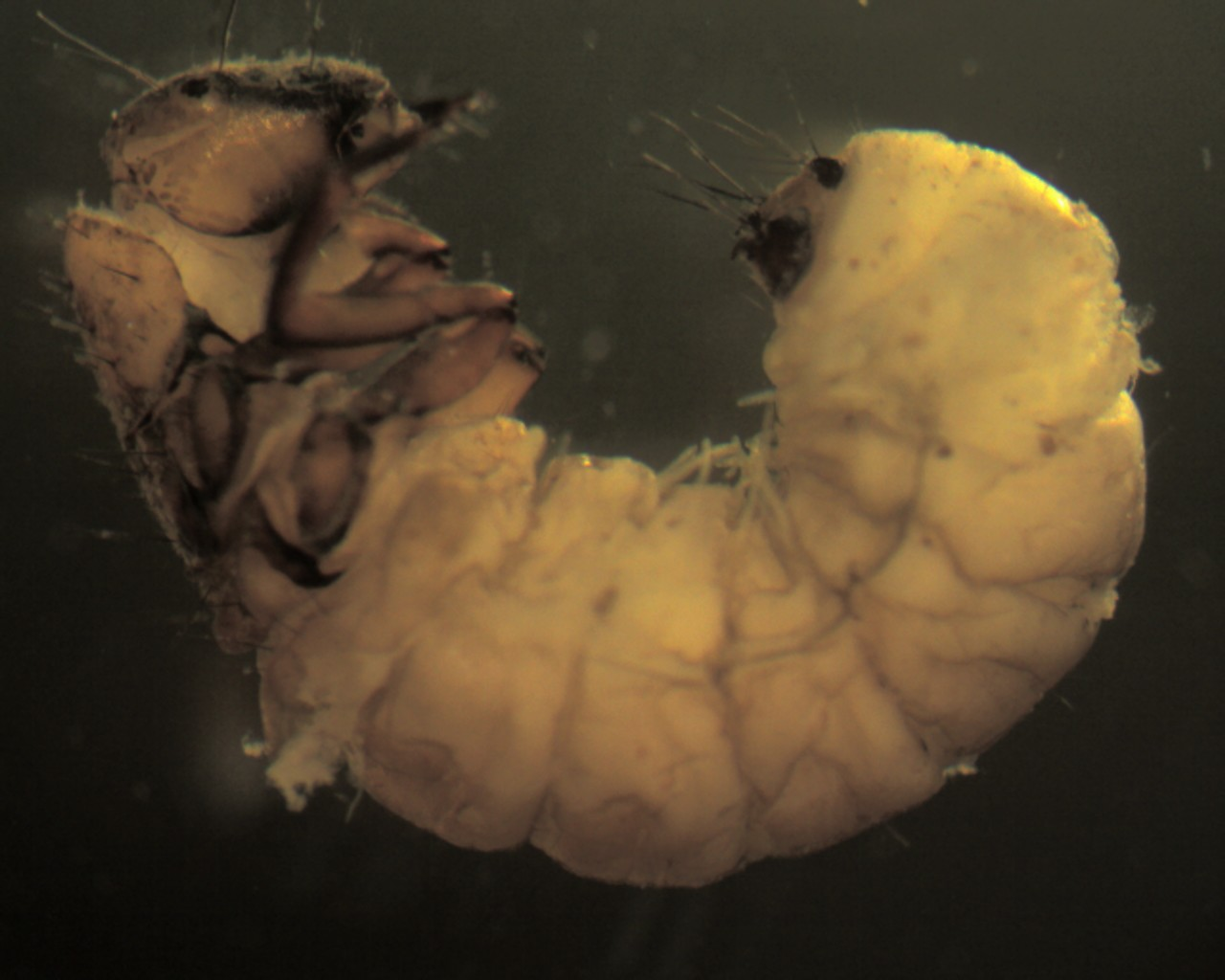

## Dottertaxa tillNeophylax, i alfabetisk ordning[1]
- Neophylax acutus
- Neophylax albipunctatus
- Neophylax aniqua
- Neophylax atlanta
- Neophylax auris
- Neophylax ayanus
- Neophylax concinnus
- Neophylax consimilis
- Neophylax delicatus
- Neophylax etnieri
- Neophylax fenestratus
- Neophylax fuscus
- Neophylax japonicus
- Neophylax kolodskii
- Neophylax maculatus
- Neophylax mitchelli
- Neophylax muinensis
- Neophylax nacatus
- Neophylax nigripunctatus
- Neophylax occidentis
- Neophylax oligius
- Neophylax ornatus
- Neophylax ottawa
- Neophylax relictus
- Neophylax rickeri
- Neophylax securis
- Neophylax sinuatus
- Neophylax slossonae
- Neophylax smithi
- Neophylax splendens
- Neophylax stolus
- Neophylax tenuicornis
- Neophylax toshioi
- Neophylax ussuriensis
- Neophylax wigginsi